# 에르스탈 국립공장

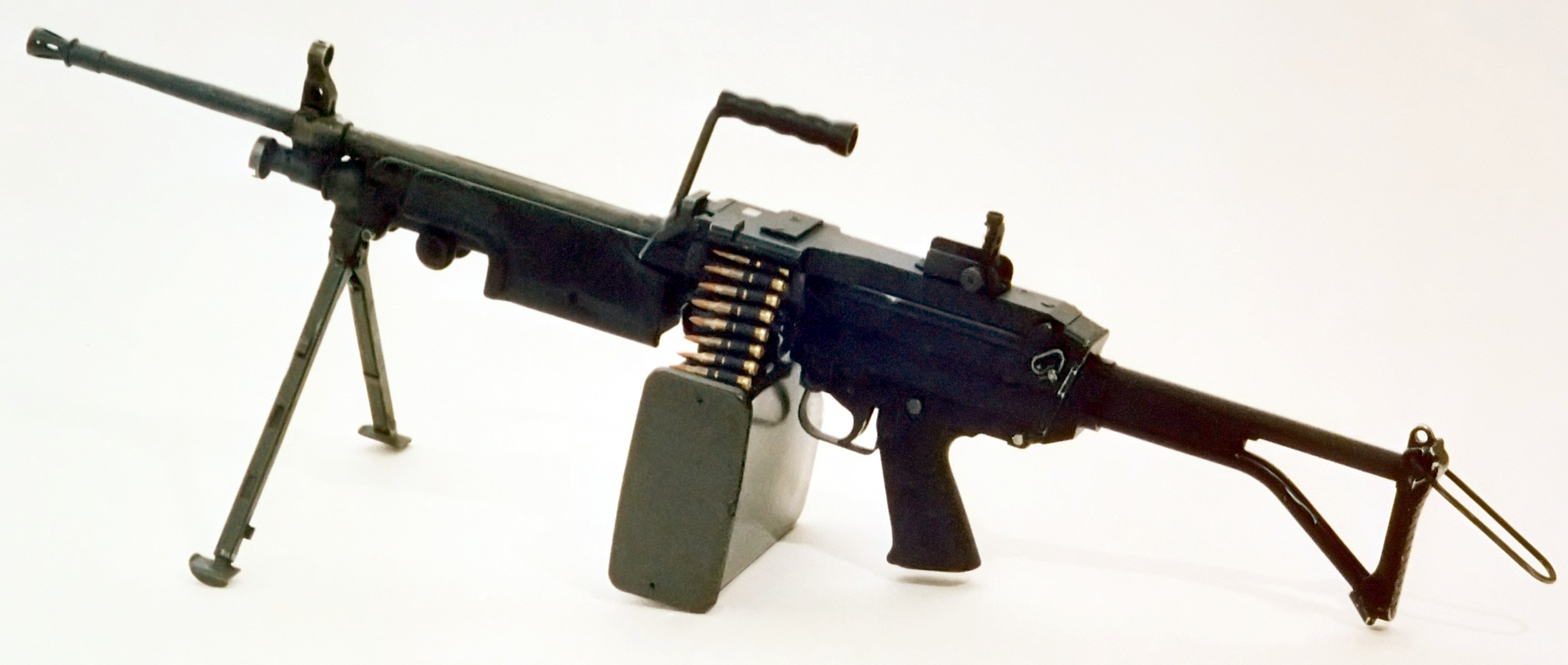
FN 미니미, K3와 M249의 원형이 되었다.

에르스탈 국립공장(프랑스어: Fabrique Nationale d'Herstal 파브리크 나시오날 드 에르스탈[*], 영어: National Factory of Herstal) 줄여서 FN 에르스탈(FN Herstal)은 벨기에의 군수 회사이다. 벨기에의 에르스탈에 본사를 두고 있으며, 1889년에 벨기에 정부에 의해 설립된 벨기에 조병창을 그 전신으로 한다. 하지만 현재는 이름만 국립이고 사기업이다.

## 화기
FN 에르스탈은 많은 유명한 화기들을 만들어왔다. 그 중에는 제2차 세계 대전 이후 가장 성공적인 소총이란 말을 들었던 FN FAL 전투소총과 미국의 M249 SAW와 대한민국의 K3 기관총의 모티브 이자 원형인 FN 미니미와 M240의 원형인 FN MAG같은 무기들을 만들어 왔다. 현재 세계에서도 상당히 큰 군수업체가 되었고, 개인 방어 화기중 가장 특이하게 생긴 FN P90과 미래적, 인체공학적 설계를 갖춘 FN F2000 등을 만들어 낸 회사이다.

## 같이 보기
- 군수산업